# Carlos Manuel
Carlos Manuel Correia dos Santos (* 15. ledna 1958, Moita), známý jako Carlos Manuel, je bývalý portugalský fotbalista a trenér.
Hrál na postu záložníka, hlavně za Benficu. Byl na ME 1984 a MS 1986.

## Hráčská kariéra
Carlos Manuel hrál na postu záložníka za CUF Barreiro, Barreirense, Benficu, FC Sion, Sporting Lisabon, Boavistu Porto a Estoril Praia.
Za Portugalsko hrál 42 zápasů a dal 8 gólů. Byl na ME 1984 a MS 1986.

## Trenérská kariéra
Trénoval portugalské kluby SC Salgueiros, Sporting CP, SC Campomaiorense a CD Santa Clara.

## Úspěchy
Benfica
- Primeira Liga: 1980–81, 1982–83, 1983–84, 1986–87
- Taça de Portugal: 1979–80, 1980–81, 1982–83, 1984–85, 1985–86, 1986–87
- Finále Poháru UEFA: 1982–83

Boavista
- Taça de Portugal: 1991–92

Individuální
- Portugalský fotbalista roku: 1985